# 马克西姆·孔采维奇
马克西姆·利沃维奇·孔采维奇（法語：Maxim Lvovich Kontsevich，1964年8月25日—），法国俄裔数学物理学家，出生於蘇聯。他的工作领域是扭结理论，量子化和镜像对称。他的主要贡献有：对任意泊松流形有效的形变量子化，拓扑场论中的稳定映像的模空间，利用一种类似费曼路径积分的复杂积分构造的扭结不变量。他因这些结果而获得了1998年菲尔兹奖。他于1999年加入法国籍，2002年当选为法国科学院院士。2014年获数学突破奖。